# Королівське хорватське домобранство
Королівське хорватське домобранство (хорв. Kraljevsko Hrvatsko Domobranstvo, нім. Kroatisch-Slawonische Landwehr, угор. Horvát-szlavon Honvédség), також відоме як Королівське хорватсько-угорське домобранство (хорв. Kraljevsko hrvatsko-ugarsko domobranstvo) і Хорватсько-славонське домобранство (хорв. Hrvatsko-slavonsko domobranstvo) — резервне військове формування сухопутних військ Австро-Угорщини складова частина угорського королівського гонведа, що складалася виключно з представників хорватської національності.
Домобранство було утворено в 1868 році завдяки укладеній раніше угорсько-хорватській угоді, що дозволяла хорватам мати свої збройні сили. Основною мовою домобранства була хорватська, на якій віддавалися команди і видавалися розпорядження, символіка домобранства відповідала хорватській національній символіці. Солдати домобранства брали участь в окупації Боснії та Герцеговини в 1878 році, а також боролися на фронтах Першої світової війни. Домобранство припинило своє існування з розпадом Австро-Угорщини в грудні 1918 року, і цей процес супроводжувався збройними сутичками прихильників незалежної Хорватії і прихильників нової югославської держави. За всі 50 років свого існування Королівське хорватське домобранство поряд з австрійськими та угорськими військовими частинами було третьої складовою Збройних сил Австро-Угорщини.

## Історія формування

### Формування

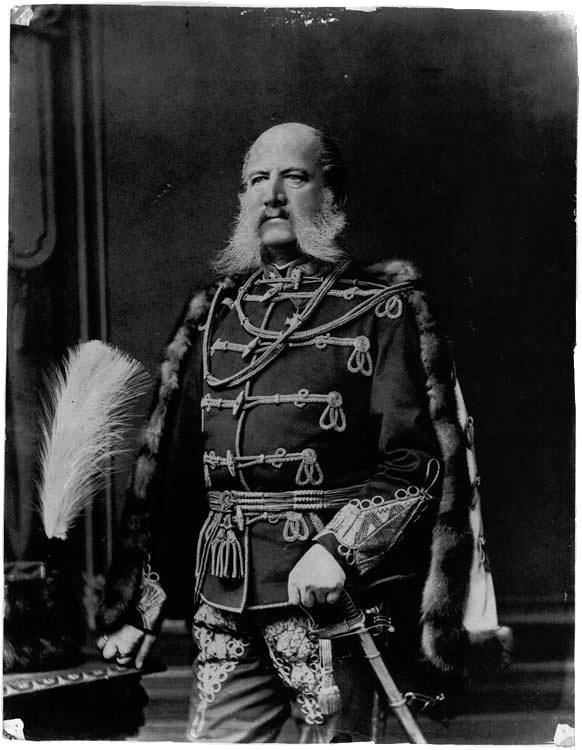
Граф Мирослав Кулмер — підмаршал і перший командир Королівського хорватського домобранства.

У 1867 році була укладена австро-угорська угода, згідно з якою утворювалися такі збройні сили: Єдина армія (Збройні сили Австро-Угорщини), що складалися з сухопутних і морських сил, окремі австрійський ландвер і угорський гонвед, ополчення і резерв, відомий як ландштурм. Завданнями Єдиної армії були захист двоєдиної монархії від зовнішніх ворогів і підтримання миру та безпеки в країні. Перед ландштурмом ставилися завдання підтримки Єдиної армії, захисту кордонів від нападу противника і підтримки порядку та безпеки в країні. Ландштурм міг бути задіяний тільки в тих випадках, коли противник втручався на територію країни. Термін служби в Єдиній армії становив 10 років (3 роки стройової і 7 років в резерві), в ландштурмі — 12 років (2 роки стройової і 10 років в резерві).
Незважаючи на це, питання військової організації Королівства Хорватії, Славонії і Далмації залишалося невирішеним, оскільки хорвати не бажали служити в угорському гонведі: вони на чолі з Йосипом Єлачичем під час Угорської революції 1848 року виступили проти повсталих угорців. Угорсько-хорватська угода 1868 року зуміла врегулювати більшу частину питань самоврядування Хорватії, поставивши питання про оборону під загальну хорватсько-угорську юрисдикцію. Велися палкі суперечки з приводу вирішення цієї дилеми, в якій генерал Мирослав Кумлер, уродженець Загреба, виступив за створення окремих хорватських збройних сил, що не входили до складу гонведа. Свою ідею він виклав самому імператору Францу Йосифу I, зумівши переконати імператора в її логічності.
Переговори по створенню хорватсько-славонського домобранства велися довго і були доволі важкими. Хорвати виставили чотири основні вимоги:
1. Солдати хорватської національності несуть службу виключно на території Хорватії;
2. Основною армією в армії є хорватська мова;
3. В домобранстві створювалися академії і кадетські школи для всіх солдат;
4. Хорватські військові формування носили хорватські назви на честь міст, в яких розташовувалися штаб-квартири.

Спочатку всі подібні наміри негативно сприймалися угорською стороною, проте завзятість хорватської сторони все-таки привело до довгоочікуваного результату. Статті 7 і 57 Угорсько-хорватської угоди, затвердженої 8 листопада 1868 року, стали основою для затвердження особливого положення королівського угорського домобранства на території Королівства Хорватії і Славонії, що діяла аж до розпаду Австро-Угорщини.
Вимоги хорватської сторони були виконані повністю. Остаточний акт формування домобранства в Хорватії і Славонії відбувся 5 грудня 1868 року, коли хорватсько-угорський сабор вніс до Статті 41 угорсько-хорватської угоди пункт про домобранство. Закон був підтверджений в нижній палаті (палаті представників) сабору в той же день, а у верхній палаті (палаті дворян) сабору, що засідав в Будапешті — 6 грудня. Хорватська мова стала офіційною в домобранстві, також були встановлені вимоги для військовослужбовців (тільки проживаючих в Хорватії і Славонії), а прапором домобранства став обрамлений хорватський прапор.
У Цислейтанії, австрійської частини імперії, офіційною мовою в підрозділах ландштурму була німецька, так що хорвати стали третьою національністю Австро-Угорської імперії (крім угорців), яка отримала право використовувати свою рідну мову в якості офіційної мови підрозділів з особливими привілеями щодо полкових прапорів ( хоча б на папері). У підрозділах хорватського домобранства, хорватська була не тільки мовою, на якому видавалися накази і велося судочинство, але при цьому і єдиною мовою спілкування між солдатами і офіцерами полку. Домобранство стало мономовним суспільством в порівнянні з Єдиної армією.

### Назва домобранства
Різні думки хорватів і угорців відбилися на назвах самого домобранства і його підрозділів. У жодному законі не було прописано його конкретна офіційна назва, хоча з 1868 по 1870 роки хорватські частини називалися «Королівське хорватське домобранство» (хорв. Kraljevsko Hrvatsko Domobranstvo), «Хорватсько-славонське домобранство» (хорв. Hrvatsko-slavonsko domobranstvo) і так далі. Хорвати і угорці домовилися називати домобранство офіційно «хорватсько-угорським» або «угорсько-хорватським», і це рішення виконувалося з 1870 по 1874 роки. Але вже в 1875 році представники хорватської Народної партії стали скаржитися на те, що Угорщина стала частіше і частіше називати хорватське ополчення угорським. 7 листопада 1878 на засіданні сабору Іван Кукулевич-Сакцинський заявив, що угорці порушили угоду від 1868 року, перейменувавши хорватське домобранство спочатку в «Королівське угорсько-хорватське домобранство» (хорв. Kraljevsko ugarsko-hrvatsko domobranstvo), а потім і зовсім почавши його називати не інакше як «Королівське угорське домобранство» (хорв. Kraljevsko ugarsko domobranstvo). У 1884 році на засіданні сабору подібна заява бану передав і представник Йосип Майцен, вказавши на те, що угорці починають вводити угорську мову, відводити хорватських офіцерів в Угорщину і всіляко заважати їх просуванню по службі, якщо ті не знають угорської мови.

### Символи
Спочатку на головних уборах хорватських домобранців була кокарда у вигляді герба Хорватії, але в 1870 році замість хорватського герба став використовуватися герб земель корони Святого Стефана. Депутат Мілан Амруш, 19 листопада 1896 року в засіданні сабору висловив своє невдоволення подібними діями і зажадав, щоб повернули не тільки хорватський герб, але і хорватське написання ініціалів правлячого імператора Франца Йосифа I «F.J.I.» (на головних уборах ім'я було написано по-угорськи «I.F.J.»).

### Хорватська мова
Ініціатори створення хорватського домобранства домагалися і переведення системи військових звань австро-угорської армії на хорватську мову. Справу перекладу Мирослав Кумлер, який командував тоді домобранством, доручив Богославу Шулеку. Діяч Хорватсько селянської партії Йосиф Торбар, автор спогадів про Шулека, писав про це наступне:
«Одного разу він [Кумлер] прийшов якось до Шулека і поскаржився, що угорці насильно змушують все наше домобранство використовувати в якості основної мови угорську, а віддавати команди на хорватській мові неможливо, оскільки немає ніякої військової літератури. Тому він і прийшов просити того, щоб той, який розбирається добре в угорській мові, перевів кілька книг спеціально для домобранства. Шулек зайнявся справою і за короткий час перевів 20 таких книг.»
У 1870 році Шулек почав переводити серію книг на військову тематику, на що витратив кілька років. Всі вони виходили під назвою «Статут королівського хорватсько-угорського домобранства». Пізніше книги були перевидані під такими назвами, як «Наказ про королівському угорському домобранству, частина друга» (хорв. Službovnik za Kraljevsko ugarsko domobranstvo, Dio drugi), «Друге видання Статуту від 1875 року. Будапешт, 1888» (хорв. Drugo izdanje Službovnika od god. 1875. Budimpešta, 1888) і «Статут королівського угорського домобранства, частина третя, піхота. Будапешт, 1890» (хорв. Službovnik za kraljevsko ugarsko domobranstvo, Dio treći, Pješačtvo. Budimpešta 1890).
Мирослав Крлежа наприкінці своєї книги «Хорватський бог Марс» представив «Словник домобранських і іноземних слів та виразів» (хорв. Tumač domobranskih i stranih riječi i pojmova), в числі яких фігурували і військові звання в домобранстві. Багато слів, які Богуслав Шулек взяв з народної мови, переклав або склав сам, нині використовуються в хорватській мові, складаючи основу військового жаргону і термінології.

## Труднощі існування
Складне становище Хорватії та хорватів під час існування Австро-Угорщини відбивалося і на збройних силах Королівства Хорватії і Славонії. Королівське хорватське домобранство за час свого існування намагалося позбутися від ряду численних протиріч і парадоксів, що яскраво описував Мирослав Крлежа в оповіданні «Смерть Флоріана Краньчеца» (хорв. Smrt Florijana Kranjčeca) і, зокрема, в словнику книги «Хорватський бог Марс». Зокрема, Крлежа звинувачував домобранців в надмірній любові до Угорщини і прагненні вислужитися перед угорцями, а також у відсутності хорватського патріотизму.

## Структура

### Структура домобранства
У Хорватії і Славонії, згідно з пунктами угорсько-хорватського угоди 1868 року, був утворений VI-й хорватсько-славонський військовий округ в Загребі — вищий адміністративний орган, якому підпорядковувалися військові формування домобранства на території Королівства Хорватії і Славонії. У 1871 році був утворений додатково VII-й хорватсько-славонский військовий округ. Першими підрозділами були чотири батальйони: 79-й вараждинський, 80-й загребський, 81-й вировитицький, 82-й вуковарський. Чотири домобранскі роти базувалися в Загребі і спочатку несли службу як допоміжні піхотні підрозділи. Пізніше були створені чотири кавалерійські ескадрони: 29-й і 30-й вараждинські та 31-й і 32-й вінковіцькі. В 1872 р. на території Б'єловарсько-Білогорської жупанії були створені вісім домобранських піхотних батальйонів: 83-й сисацький, 84-й б'єловарський, 87-й госпицький, 88-й огулинський, 89-й карловацький, 90-й глинський, 91-й ново-градишський, 92-й митровицький. У 1874 р. з'явилися чотири півбригади. 79-а, 80-а і 83-я рота складала 25-у Загребську півбригаду, 87-а, 88-а, 89-а — 26 Карловацьку півбригаду, 81-а, 84-а, 90-а рота — 27-у Сисацьку півбригаду, 82-а, 91-а, 92-а — 28-у Осієцьку півбригаду. 10-й кавалерійський загребський загін, 29-а і 31-а окремі кавалерійські роти разом утворювали 10-й кавалерійський вараждинський полк. В 1890 році півбригади були перетворені в піхотні полки. З 1912 року при командуванні VI загребським хорватсько-славонським воєнним округом почала формуватися артилерійська бригада, в яку планувалося включити вісім артилерійських батарей. В 1914 році на момент початку Першої світової війни в Загребі знаходилося командування 7-го і 8-го дивізіонів польової артилерії, на основі яких був створений 6-й домобранський полк польової артилерії.
Структура домобранства перед початком Першої світової війни була наступною:
| Командування VII хорватсько-славонським військовим округом в Загребі (42-а піхотна дивізія) | Командування VII хорватсько-славонським військовим округом в Загребі (42-а піхотна дивізія) | Командування VII хорватсько-славонським військовим округом в Загребі (42-а піхотна дивізія) | Командування VII хорватсько-славонським військовим округом в Загребі (42-а піхотна дивізія) |
| ------------------------------------------------------------------------------------------- | ------------------------------------------------------------------------------------------- | ------------------------------------------------------------------------------------------- | ------------------------------------------------------------------------------------------- |
| 83-я загребська піхотна бригада                                                             | 83-я загребська піхотна бригада                                                             | 84-а осієцька піхотна бригада                                                               | 84-а осієцька піхотна бригада                                                               |
| 25-й домобранський загребський піхотний полк                                                | 26-й домобранський карловацький піхотний полк                                               | 27-й домобранський сисацький піхотний полк                                                  | 28-й домобранський осієцький піхотний полк                                                  |
| 10-й домобранський вараждинський гусарський полк                                            |                                                                                             |                                                                                             |                                                                                             |
| 6-й домобранський полк польової артилерії                                                   |                                                                                             |                                                                                             |                                                                                             |
| 7-а загребська артилерійська батарея                                                        | 7-а загребська артилерійська батарея                                                        | 8-а загребська артилерійська батарея                                                        | 8-а загребська артилерійська батарея                                                        |

Під час війни також були задіяні 11-й домобранський спеціальний (охоронний) полк, що складався з 25-го, 26-го і 43-го спеціальних батальйонів і 12-й домобранський спеціальний (охоронний) полк (27-й, 28-й і 44-й спеціальні батальйони), що входили в 42-гу домобранську дивізію. У 1916 році були мобілізовані ще два підрозділи: 33-й домобранський піхотний полк (Загреб, Сисак, Карловаць), 311-й домобранський ново-градишський піхотний полк.

## Однострій

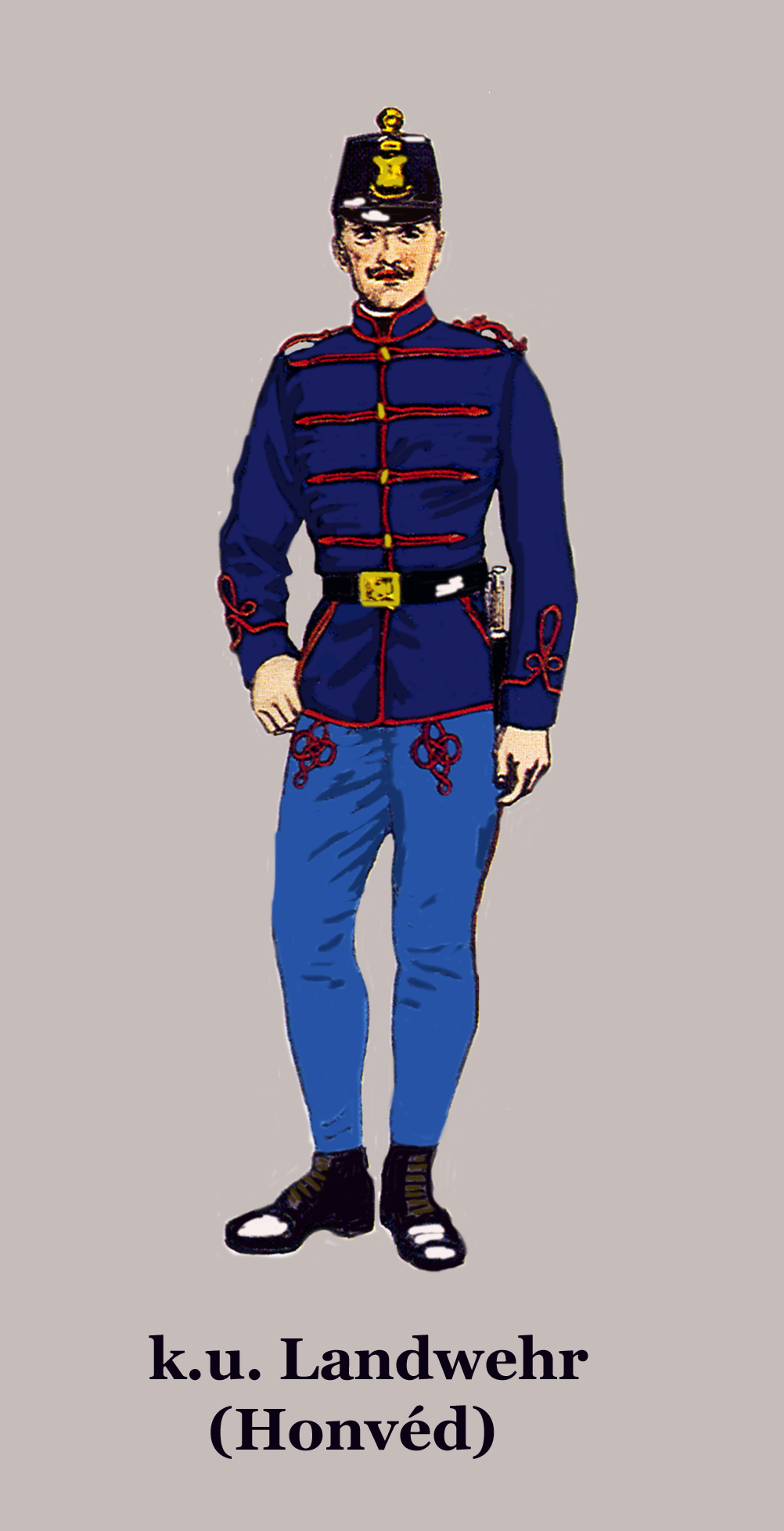
Домобранець в парадній формі, 1901 р.
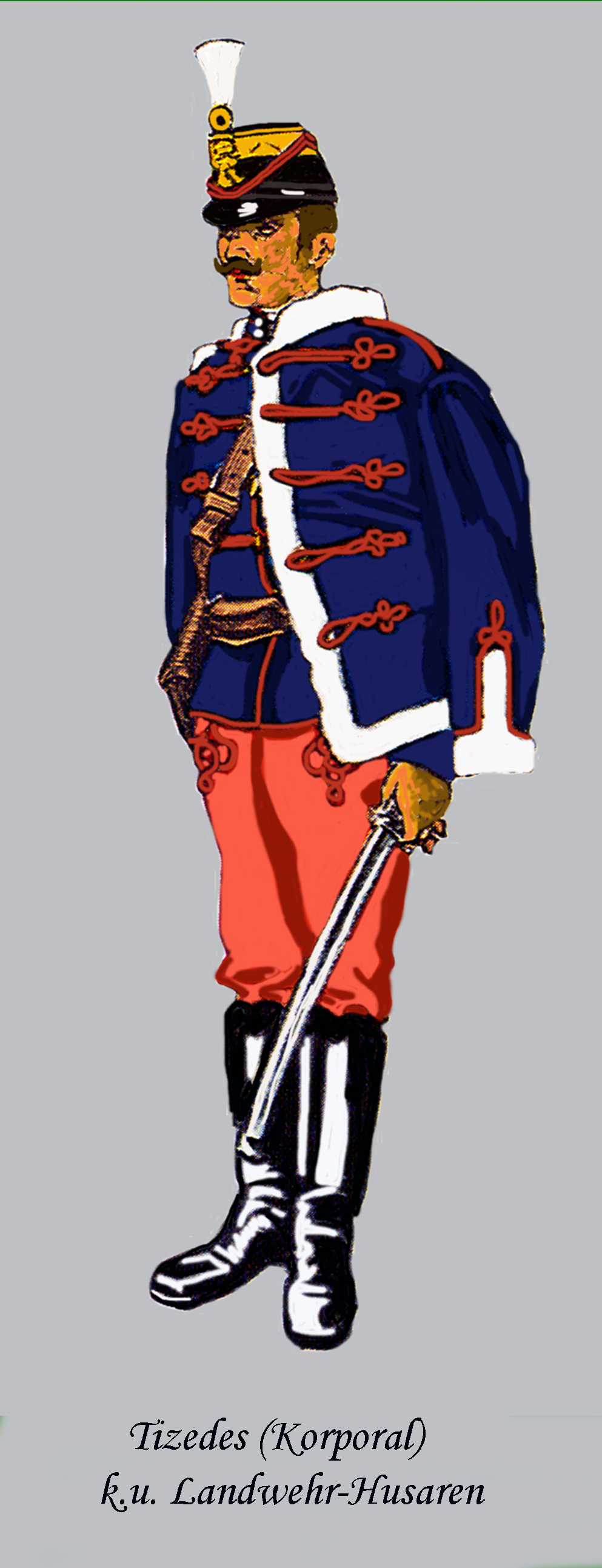
Домобранський гусар.
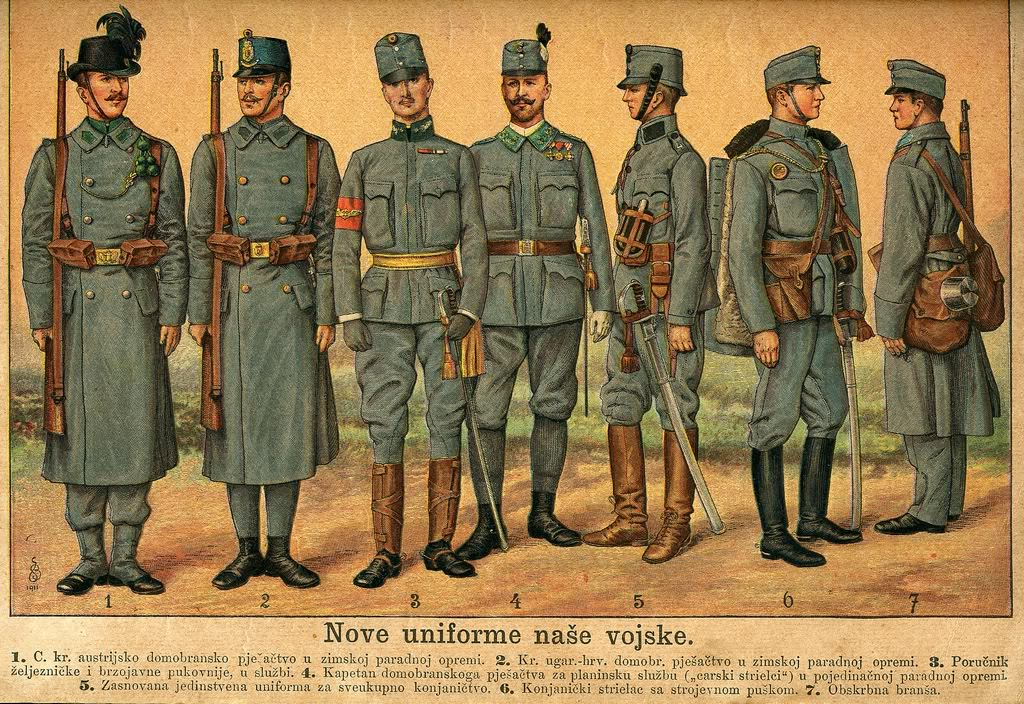
Домобранець (другий зліва) в зимовій парадній формі, 1912 р.

## Насліддя

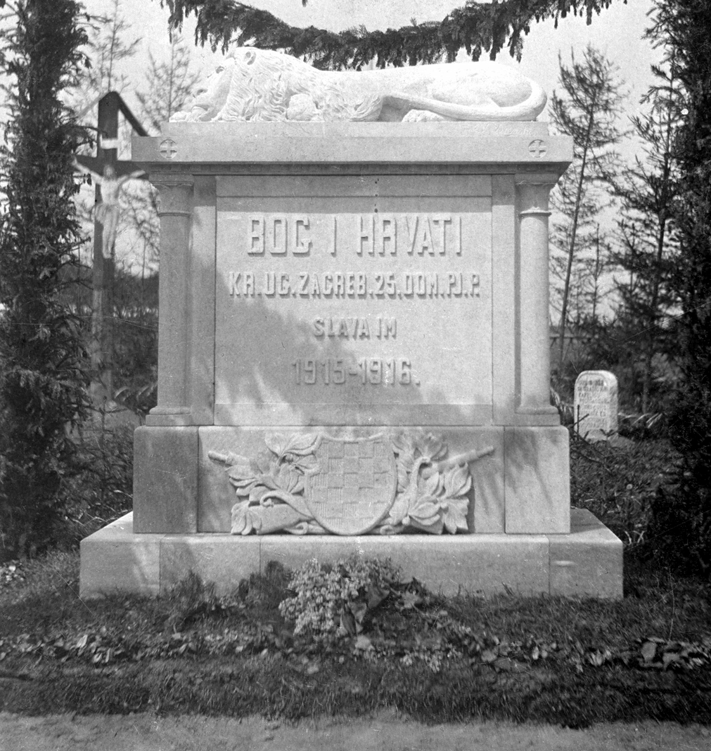
Пам'ятник загиблим військовим 25-го домобранського піхотного полку в с. Кулачківці Івано-Франківської області (1916 р.).

Оскільки після 1918 року Хорватія побудувала спільну державу з країнами, проти яких воювала (Сербія та Чорногорія), домобранці–ветерани, жертви війни не згадувались та не вшановувалися. Пам’ятники загиблим з часом були знехтувані (пам’ятник на Мирогої) і навіть вилучені (наприклад, у Меджимур’ї під час угорської окупації). Тільки націоналістичні та праві круги вшановували домобранство, зображуючи його як вираз хорватської автономії та військової традиції. 

## Галерея

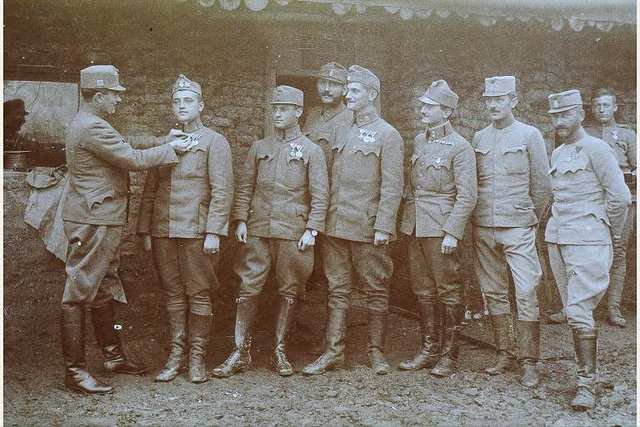
Бійці 25 домобранського піхотного полку отримують нагороди.
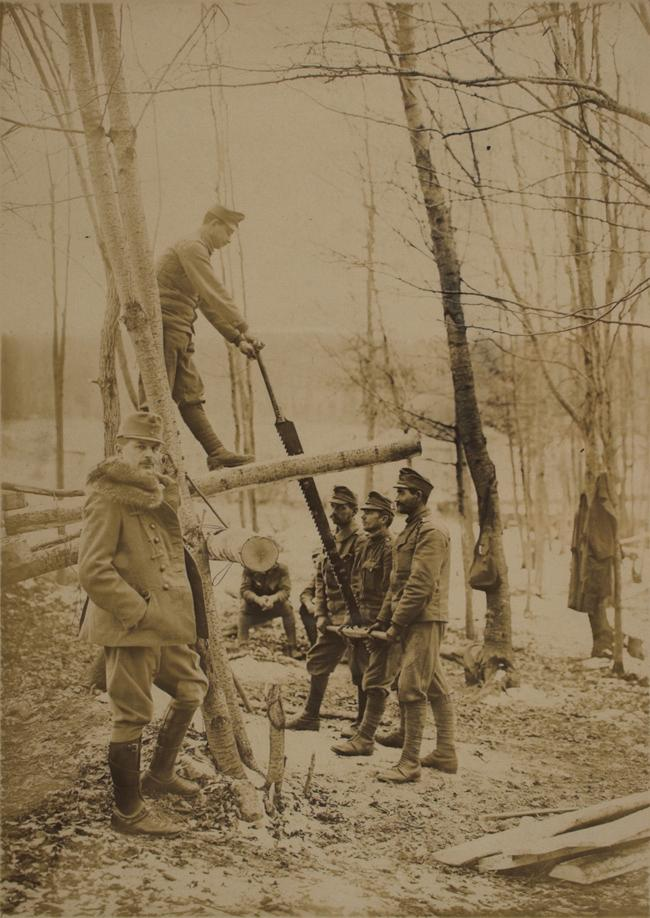
Домобранський інженерний підрозділ.
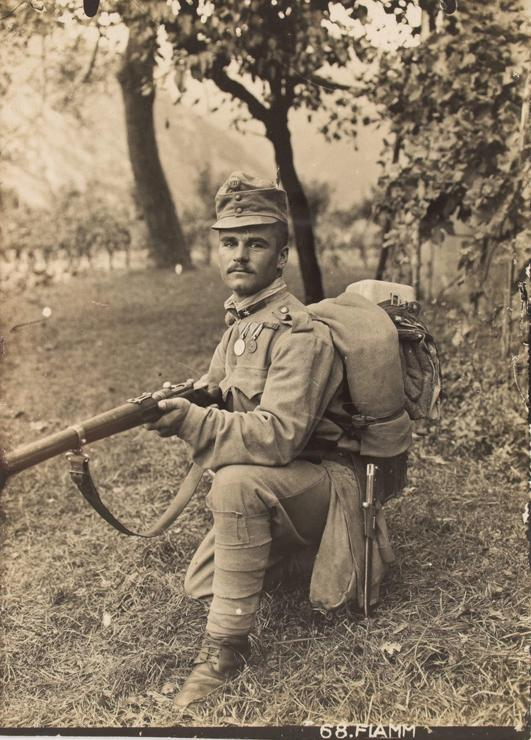
Домобранський часовий.
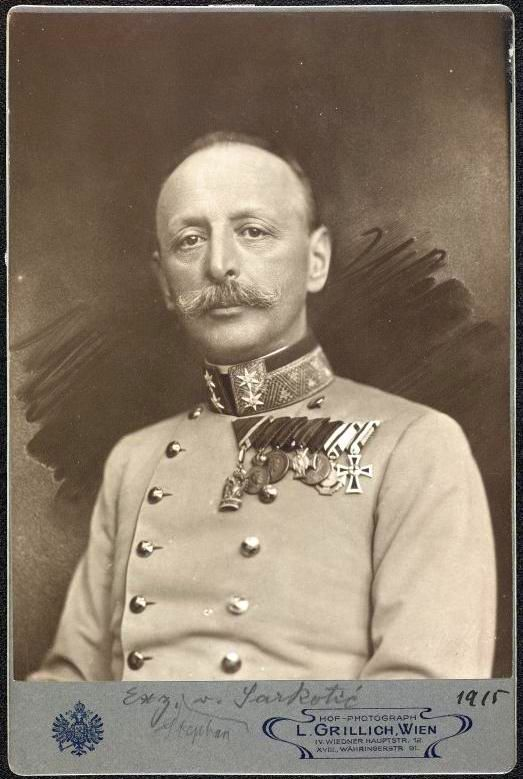
Стефан Саркотіч, командир протягом 1912–1914 рр.
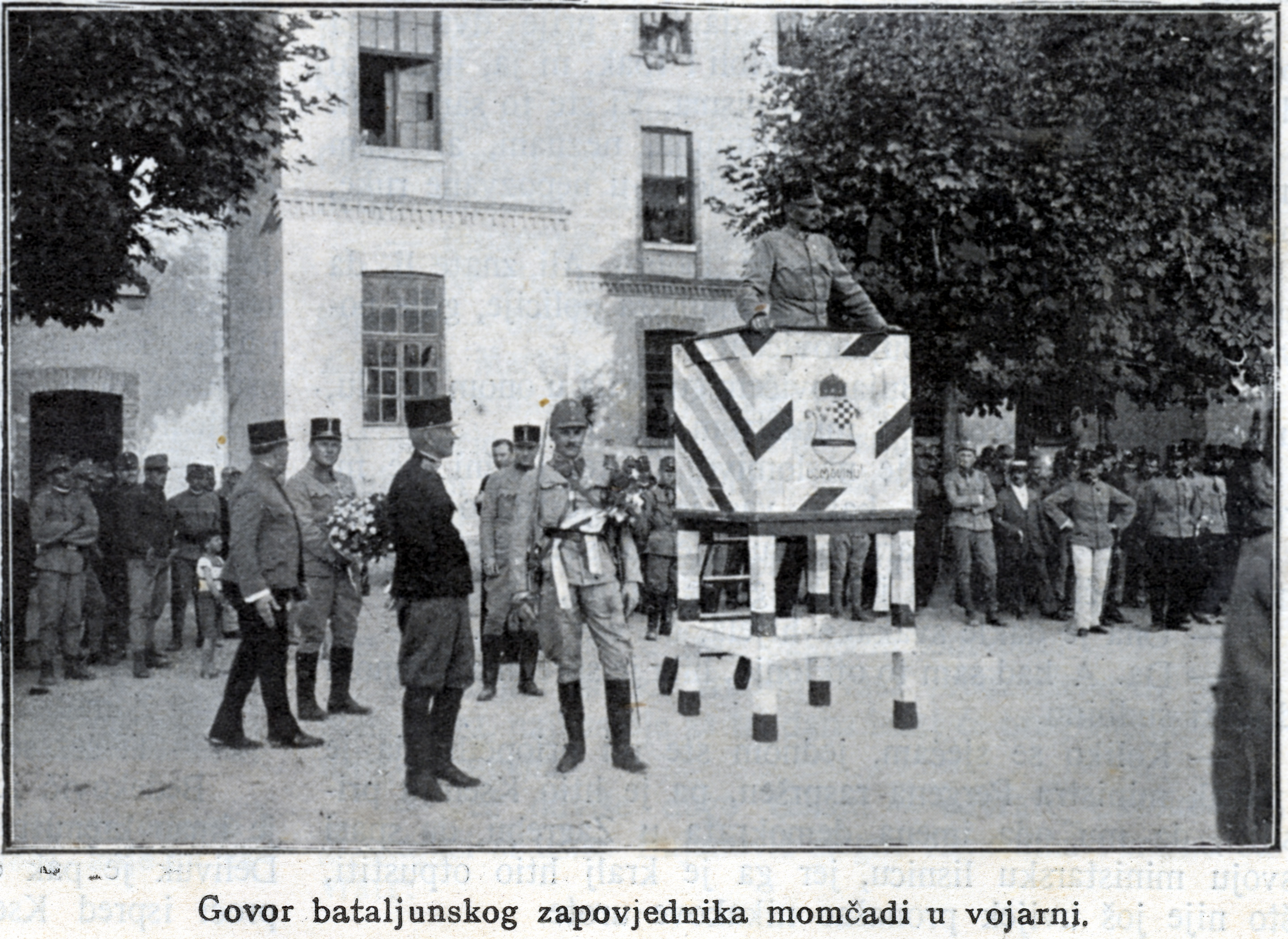
Промова командира батальйону. Загреб, 1915 р.
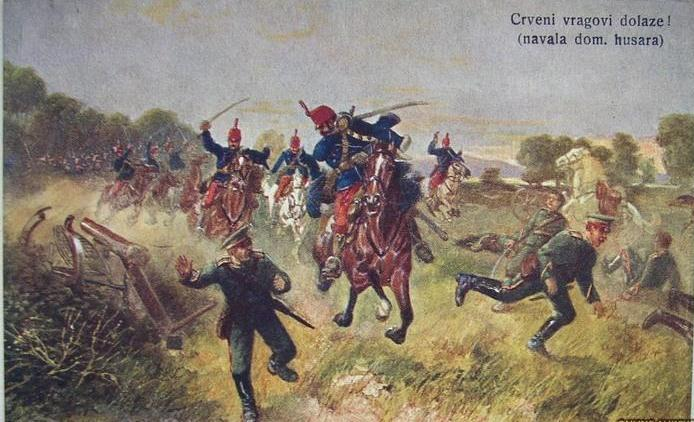
Напад 10 гусарського домобранського полку. Листівка часів Першої світової війни.
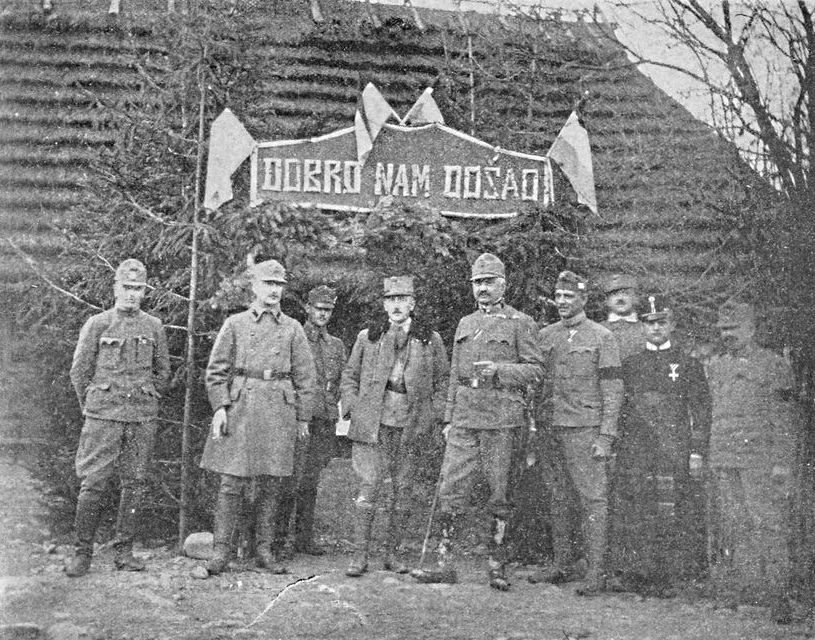
Генерал Ліпощак відвідує 26-й домобранський піхотний полк. Східний фронт, 1917 р.

## Відомі учасники
- Йосип Броз Тіто (1892–1980) ― взводний 25 домобранського загребського піхотного полку, лідер Югославії, Президент Югославії (1953–1980);
- Мирослав Крлежа (1893–1981) ― офіцер запасу в 25 домобранському піхотному полку, видатний югославський хорватський письменник та драматург;
- Владко Мачек (1879–1964) ― капітан в 26 домобранському піхотному полку, хорватський і югославський політик першої половини XX століття;
- Славко Кватерник (1878–1947) ― офіцер штабу, хорватський військовий і політичний діяч, головнокомандувач Збройних сил Незалежної Держави Хорватія;
- Миле Будак (1889–1945) ― сержант; хорватський державний діяч, дипломат, письменник;